# Pacto de San Sebastián

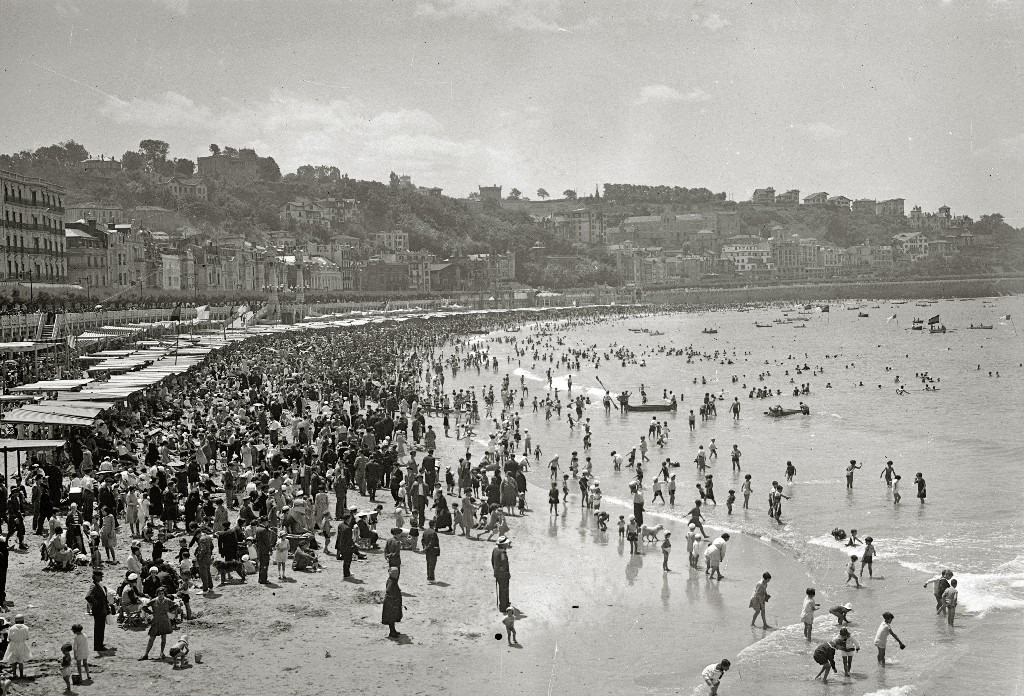
Playa de la Concha de San Sebastián en el verano de 1930.

El Pacto de San Sebastián designa la reunión promovida por la Alianza Republicana que tuvo lugar en San Sebastián el 17 de agosto de 1930, a la que asistieron representantes de casi todos los partidos republicanos españoles y en la que se acordó la estrategia para poner fin a la monarquía de Alfonso XIII y proclamar la Segunda República Española. En octubre de 1930 se sumaron al Pacto, en Madrid, las dos organizaciones socialistas, el PSOE y la UGT.

## Antecedentes
Tras la aceptación por el rey Alfonso XIII en enero de 1930 de la dimisión del general Primo de Rivera, cuya dictadura había regido España desde hacía más de seis años, el rey nombró presidente del gobierno al general Dámaso Berenguer con el propósito de retornar a la «normalidad constitucional», actuando como si la Corona no hubiera estado implicada en la violación de la Constitución de 1876 que se inició con el golpe de Estado de septiembre de 1923 y que la Corona apoyó.
Los políticos republicanos y los autodesignados «monárquicos sin rey» (como Ángel Ossorio y Gallardo), así como numerosos juristas, denunciaron que la simple vuelta a la «normalidad constitucional» era imposible. El jurista Mariano Gómez González escribía el 12 de octubre de 1930: «España vive sin Constitución». La Dictadura de Primo de Rivera, al violar la Constitución de 1876, había abierto un proceso constituyente, afirmaba Gómez, que sólo la Nación podía cerrar con un retorno a la normalidad conducido por 

un Gobierno constituyente, unas elecciones constituyentes, presididas por un poder neutral que no fuera parte beligerante en el conflicto creado por la Dictadura, un sistema de libertad y garantías ciudadanas de plenitud constituyente y Cortes con autoridad suprema para crear la nueva legalidad común.

El líder socialista Indalecio Prieto, en una conferencia pronunciada en el Ateneo de Madrid el 25 de abril de 1930, afirmó que para él «era una hora de definiciones... Hay que estar con el rey o contra el rey». Unos días antes, el exministro monárquico Niceto Alcalá-Zamora, que acaba de pasarse a las filas del republicanismo, afirmó que solo existía un poder legítimo: las Cortes Constituyentes. Así se fue fraguando la confluencia de partidos republicanos, nuevos y viejos, que se reunieron en San Sebastián el 17 de agosto de 1930.

## La reunión y los acuerdos que se tomaron

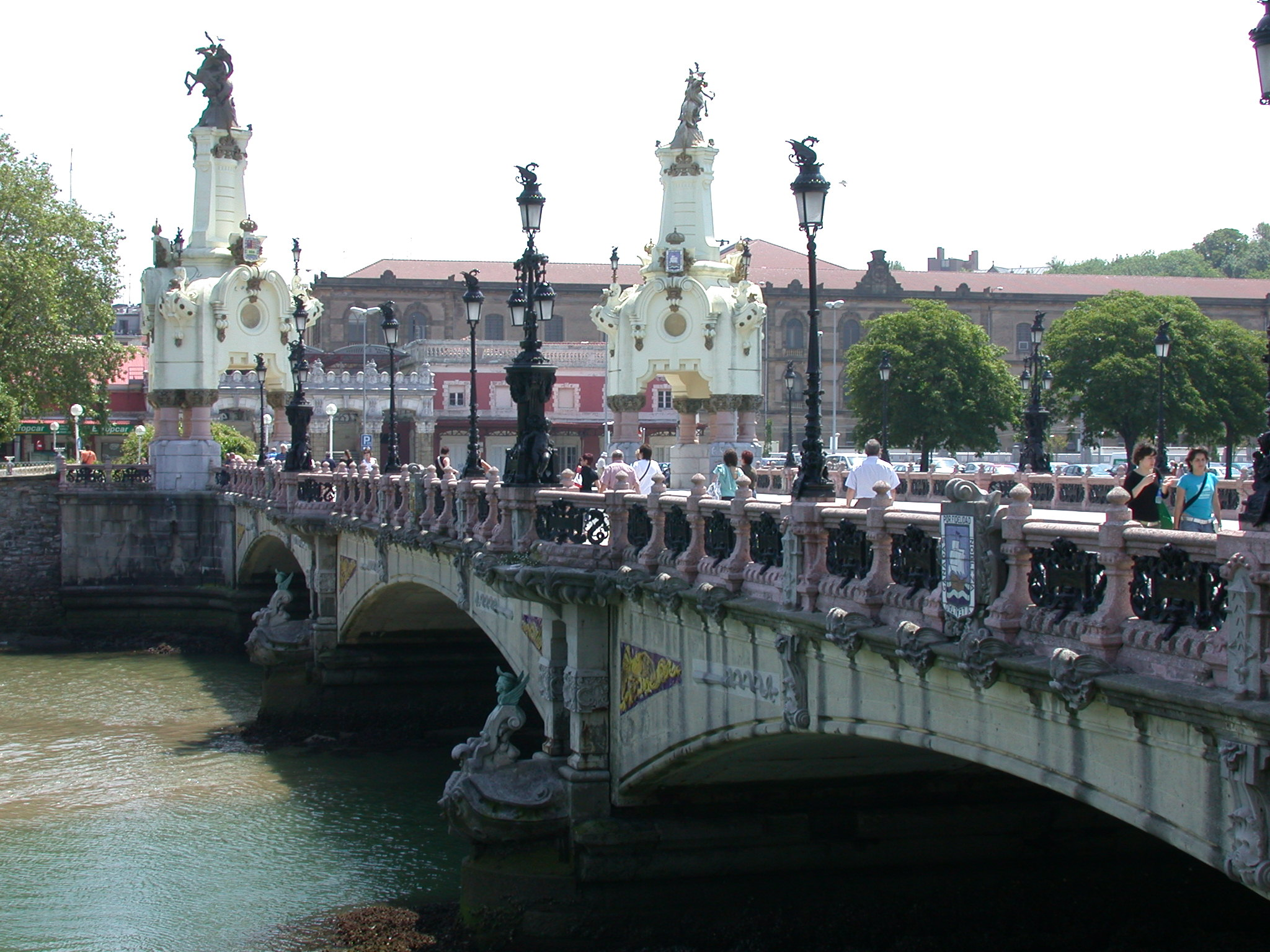
El Puente María Cristina, con la Estación del Norte y Tabacalera al fondo, conecta el Centro con el barrio de Eguía.

La reunión se celebró en el domicilio social de Unión Republicana de San Sebastián y bajo la presidencia de Fernando Sasiain (presidente del Círculo Republicano de San Sebastián), y a ella asistieron, según consta en la «Nota oficiosa» hecha pública al día siguiente, todos los partidos republicanos españoles, a excepción del Partido Federal Español:
- por la Alianza Republicana: Alejandro Lerroux, del Partido Republicano Radical, y Manuel Azaña, del Grupo de Acción Republicana;
- por el Partido Radical-Socialista: Marcelino Domingo, Álvaro de Albornoz y Ángel Galarza;
- por la Derecha Liberal Republicana: Niceto Alcalá-Zamora y Miguel Maura;
- por Acción Catalana: Manuel Carrasco Formiguera;
- por Acción Republicana de Cataluña: Macià Mallol Bosch;
- por Estat Català: Jaume Aiguader;
- por la Federación Republicana Gallega: Santiago Casares Quiroga;
  - a título personal: Indalecio Prieto, Felipe Sánchez Román; Eduardo Ortega y Gasset, hermano del filósofo José Ortega y Gasset, no pudo asistir, pero envió una «entusiástica carta de adhesión».

No se levantó acta por escrito ni de los temas tratados ni de los acuerdos alcanzados: solo conocemos lo que se habló a través de una «Nota oficiosa» que se publicó al día siguiente de la reunión en el diario El Sol y por la referencia «Otros pormenores» que Indalecio Prieto añadió a dicha «Nota oficiosa». Después de señalar la «unanimidad con que se tomaron las diversas resoluciones adoptadas» (sin explicar cuáles eran), en la «Nota oficiosa» se hacía un llamamiento a «las demás organizaciones políticas y obreras» (en referencia implícita al PSOE y a la UGT, ya que Indalecio Prieto había asistido a título personal) para «sumar su poderoso auxilio a la acción que sin desmayos pretenden emprender conjuntamente las fuerzas adversas al actual régimen político».
En «Otros pormenores» se mencionaba «el problema referente a Cataluña, que es el que más dificultades podía ofrecer para llegar a un acuerdo unánime» y que «quedó resuelto en el sentido de que los reunidos aceptaban la presentación a unas Cortes Constituyentes de un estatuto redactado libremente por Cataluña para regular su vida regional y sus relaciones con el Estado español», acuerdo que se hacía extensivo a «todas aquellas otras regiones que sientan la necesidad de una vida autónoma». Que el «problema referente a Cataluña» se trató en la reunión lo confirmó Manuel Carrasco Formiguera en una especie de acta que levantó de la reunión con la autorización, según él, de todos los reunidos, y en la que consignó que se alcanzó una solución concretada en el proyecto de Estatuto o Constitución autónoma propuesta por el pueblo de Cataluña y ratificado en referéndum, que luego se sometería a la aprobación de las Cortes Constituyentes.

## Hacia la República
Después de un largo y difícil debate interno, las dos organizaciones socialistas, el PSOE y la UGT, se sumaron en octubre de 1930 al Pacto, en Madrid, con el propósito de organizar una huelga general que fuera acompañada de una insurrección militar que  metiera a «la Monarquía en los archivos de la Historia» y estableciera «la República sobre la base de la soberanía nacional representada en una Asamblea Constituyente», tal como se decía en el manifiesto hecho público a principios de diciembre de 1930. Para dirigir la acción se formó un comité revolucionario integrado por Niceto Alcalá-Zamora, Miguel Maura, Alejandro Lerroux, Diego Martínez Barrio, Manuel Azaña, Marcelino Domingo, Álvaro de Albornoz, Santiago Casares Quiroga y Luis Nicolau d'Olwer, por los republicanos, e Indalecio Prieto, Fernando de los Ríos y Francisco Largo Caballero, por los socialistas.
Sin embargo, la huelga general no llegó a declararse y el pronunciamiento militar, previsto para el 15 de diciembre de 1930, fracasó fundamentalmente porque los capitanes Fermín Galán y Ángel García Hernández sublevaron la guarnición de Jaca tres días antes, 12 de diciembre. Estos hechos se conocen como Sublevación de Jaca y los dos capitanes insurrectos fueron fusilados inmediatamente.
A pesar del fracaso de la acción en favor de la República dirigida por el comité revolucionario, cuyos miembros unos fueron detenidos y otros huyeron fuera del país o se escondieron, el general Berenguer se sintió obligado a restablecer la vigencia del artículo 13 de la Constitución de 1876 (que reconocía las libertades de expresión, reunión y asociación) y convocar por fin las elecciones generales para  el 1 de marzo de 1931 con el fin de «llegar a constituir un Parlamento que, enlazando con las Cortes anteriores a la última etapa [la Dictadura de Primo de Rivera], restableciera en su plenitud el funcionamiento de las fuerzas cosoberanas [el rey y las Cortes] que son eje de la Constitución de la Monarquía Española». No se trataba, pues, ni de Cortes Constituyentes, ni de unas Cortes que pudieran acometer la reforma de la Constitución, por lo que la convocatoria no encontró ningún apoyo, ni siquiera entre los monárquicos de los partidos que se habían turnado en el poder (Partido Liberal y Partido Conservador) durante el régimen de la Restauración.
Pocos días después, a mediados de febrero de 1931, el rey Alfonso XIII ponía fin a la «dictablanda» del general Berenguer y nombraba nuevo presidente al almirante Juan Bautista Aznar, en cuyo gobierno entraron viejos líderes de los partidos Liberal y Conservador, como el conde de Romanones, Manuel García Prieto, Gabriel Maura Gamazo, hijo de Antonio Maura, y Gabino Bugallal. El gobierno propuso un nuevo calendario electoral: se celebrarían primero elecciones municipales el 12 de abril, y después elecciones a Cortes que tendrían «el carácter de Constituyentes», por lo que podrían proceder a la «revisión de las facultades de los Poderes del Estado y la precisa delimitación del área de cada uno» (es decir, reducir las prerrogativas de la Corona) y a «una adecuada solución al problema de Cataluña».
Todo el mundo entendió las elecciones municipales del 12 de abril como un plebiscito sobre la Monarquía, por lo que cuando se supo que las candidaturas republicano-socialistas habían ganado en todas las capitales, el comité revolucionario hizo público un comunicado afirmando que el resultado de las elecciones había sido «desfavorable a la Monarquía [y] favorable a la República» y anunció su propósito de «actuar con energía y presteza a fin de dar inmediata efectividad a [los] afanes [de esa España, mayoritaria, anhelante y juvenil] implantando la República». El martes 14 de abril se proclamó la República desde los balcones ocupados por los nuevos concejales y el rey Alfonso XIII se vio obligado a abandonar el país. Ese mismo día, el comité revolucionario se convirtió en el Primer Gobierno Provisional de la Segunda República Española.